# فرودگاه گرایاو
فرودگاه گرایاو (به انگلیسی: Grajaú Airport) (به زبان بومی: Aeroporto de Grajaú) یک فرودگاه همگانی مسافربری است که یک باند فرود شن دارد و طول باند آن ۱۲۸۲ متر است. این فرودگاه در کشور برزیل قرار دارد و در ارتفاع ۱۳۰ متری از سطح دریا واقع شده‌است.